# Julius Springer
Pour les articles homonymes, voir Springer.
Julius Springer (10 mai 1817 – 17 avril 1877) est un éditeur prussien.

## Biographie
En 1842, Julius Springer créa à Berlin une librairie à son nom. Il fonda ensuite la maison d'édition Springer Verlag, spécialisée dans les publications académiques, qu'il légua à ses fils Ferdinand et Fritz. Springer fut membre du conseil municipal de Berlin à partir de 1848 jusqu'à sa mort.

## Plaque
Voici le texte de la plaque posée à Berlin, Breite Straße 11 (l'adresse de sa librairie):
 Julius Springer
 1817 - 1877 
 Verlagsbuchhändler, gründete an dieser Stelle
 am 10. Mai 1842 den Springer Verlag,
 heute einer der größten Wissenschaftsverlage der Welt.
(Le 10 mai 1842, Julius Springer (1817–1877), éditeur, créa ici les éditions Springer, qui comptent parmi les plus grands éditeurs au monde)